# Praxídice (satèl·lit)
Praxídice (en grec antic Πραξιδίκη) o Júpiter XXVII, és un satèl·lit irregular i retrògrad de Júpiter. Fou descobert per un grup d'astrònoms de la Universitat de Hawaii liderat per Scott S. Sheppard el 2000, se li assignà el nom provisional de S/2000 J 7.

## Característiques
Praxídice orbita al voltant de Júpiter a una distància mitjana de 20,824 milions de km en 613,904 dies, amb una inclinació de 144° respecte de l'eclíptica (143° de l'equador de Júpiter), en un moviment retrògrad i amb una excentricitat de 0,1840. Té un radi estimat de 7 km sent així el segon membre més gran del grup d'Anance després del mateix Anance (assumint que té una albedo de 0,04).

Té un color grisós, típic dels asteroides de tipus C.

Praxídice pertany al grup d'Anance, un grup de satèl·lits que orbiten de manera retrògrada al voltant de Júpiter sobre els semieixos majors compresos entre 19.300.000 i 22.700.000 km, amb inclinacions de 145,7 ° a 154,8 ° amb relació a l'equador de Júpiter i amb excentricitats entre el 0.02 i 0.28}.

Diagrama de l'òrbita dels satèl·lits irregulars de Júpiter. El grup d'Anance és visible al centreesquerra.
Diagrama de la inclinació del membres del centre del grup d'Anance en funció del semieix major.

## Història

### Descobriment
Praxídice fou descobert el 2000 per un equip d'astrònoms lidera per Scott Sheppard. El descobriment fou anunciat el 5 de gener de 2001 al mateix temps que altres deu satèl·lits de Júpiter.

### Denominació
Praxídice porta el nom de Praxídice, personatge de la mitologia grega; Praxídice era la deessa del càstig just.
Praxídice rebé el seu nom definitiu el 22 d'octubre de 2002, al mateix temps que els altres deu satèl·lits de Júpiter. El seu nom provisional fins a aquest moment fou S/2000 J 7, que indicava que era el setè satèl·lit de Júpiter fotografiat per primera vegada l'any 2000.